# Mero-TSK International
Mero-TSK International GmbH & Co. KG (Eigenschreibweise MERO-TSK, ehemals MERO) ist ein deutscher Entwickler und Hersteller für die Produktbereiche Bausysteme, Flughafentechnik, Bodensysteme und Ausstellungssysteme. Mero ist Hersteller des Mero-Raumfachwerksystems. Das in Würzburg ansässige Unternehmen hat in mehreren Ländern sieben Tochtergesellschaften und fünf Joint Ventures mit insgesamt ca. 600 Mitarbeitern. Im Geschäftsjahr 2014 erzielte Mero-TSK eine Gesamtjahresleistung von EUR 210 Mio.; im Jahr 2011 belief sich der Umsatz auf 180 Mio. Euro.

## Unternehmensgeschichte
Mero entstand 1928 in Berlin aus der Idee des Firmengründers Max Mengeringhausen, mit industriell vorgefertigten Serienelementen Lösungen für den Baubereich anzubieten. Mero ist der Markenname für ein weltweit verwendetes Stahlrohr-Baukastensystem im Bereich Raumfachwerke. Der Firmenname setzt sich aus den Anfangsbuchstaben des Nachnamens des Unternehmensgründers „Mengeringhausen“ und dem „Ro“ für die Rohrbauweise zusammen.
Nach dem Zweiten Weltkrieg wurde 1948 der Unternehmenssitz nach Würzburg verlegt. Von der ursprünglichen Erfindung, dem Mero Raumfachwerk aus Stäben und Knoten, führte der Weg zu Mischkonstruktionen aus Stäben, Profilen und Seilen, zur zunehmenden Integration der Eindeckung als tragendes Element eines Bauwerkes. Dieser Bereich der Gebäudehüllen wurde später „Bausysteme“ benannt.
Die Produktpalette der MERO-Firmengruppe wurde im Laufe der Jahrzehnte um die Flughafentechnik (Airport-Technik), Bodensysteme (Doppel- und Hohlböden) und Ausstellungs-Systeme (Messebau) erweitert. Letztere werden unter dem Namen Meroform vertrieben.
Fertigungsstandort war zunächst Würzburg. Im Jahr 1966 wurde im neuen Zweigwerk in Prichsenstadt nahe Würzburg die Doppelboden-Produktion begonnen. Inzwischen werden alle vier Produktbereiche dort gefertigt. Beginnend mit der Gründung der Tochtergesellschaft Mero Structures in Wisconsin im Jahre 1986 expandierte die Mero-Firmengruppe unter ihrem geschäftsführenden Gesellschafter, dem Rechtsanwalt Horst Klose (* 1926), der 1954 die Rechtsanwältin Melitta Mengeringhausen heiratete, zunehmend weltweit.
Ab Mitte der 1970er Jahre führte Mero die NC-gesteuerte Fertigung von Stäben und Knoten von Raumfachwerken sowie der automatischen Erzeugung von Positionsplänen ein. Entscheidungsträger dieser Entwicklung war der damalige Leiter des Rechenzentrums Herbert Klimke. In der Folge gelange es Mero, erfolgreich in den internationalen Markt für räumliche Dachtragwerke, zuerst aus Raumfachwerken und später auch aus Stabschalen, einzusteigen und eine führende Rolle einzunehmen.
Heute gibt es Niederlassungen in Frankreich, Belgien, Italien, USA, UK, VAE und Singapur und Joint Ventures in China, Japan, Malaysia, Russland und Serbien.
2004 wurde die Mero GmbH & Co. KG in die ebenfalls weltweit tätige TSK-Firmengruppe integriert. Es entstand Mero-TSK International GmbH & Co. KG und Mero-TSK Prichsenstadt GmbH & Co. KG.
2009 baute Mero-TSK die Tragkonstruktion der Ferrari World in Abu Dhabi.

## Auszeichnungen
- Deutscher Stahlbaupreis 1974
- reddot Design Award Winner 2008
- European Aluminium Award 2012
- Deutscher Stahlbaupreis 2012